# استان پاتالونگ

نقشهٔ تایلند و جایگاه استان پاتالونگ.

استان پاتالونگ یکی از استانهای کشور تایلند است. مساحت آن ۳۴۲۴ کیلومترمربع می‌باشد. جمعیت این استان در سال ۲۰۰۰ بالغ بر ۴۹۸۰۰۰ نفر برآورد شده‌است.
استان پاتالونگ نظر تقسیمات کشوری بخشی از ناحیه جنوب تایلند به حساب می‌آید. مرکز این استان شهر پاتالونگ است.